# Dörflingen
Dörflingen is een gemeente en plaats in het Zwitserse kanton Schaffhausen.
Dörflingen telt 791 inwoners.
Bargen · Beggingen · Beringen · Buch · Buchberg · Büttenhardt · Dörflingen · Gächlingen · Hallau · Hemishofen · Lohn · Löhningen · Merishausen · Neuhausen am Rheinfall · Neunkirch · Oberhallau · Ramsen · Rüdlingen · Schaffhausen · Schleitheim · Siblingen · Stein am Rhein · Stetten · Thayngen · Trasadingen · Wilchingen
- Gemeinsame Normdatei: 7636607-8
- Historisch woordenboek van Zwitserland: 001268
- Virtual International Authority File: 247001425
- WorldCat: E39PBJyGXP6jTfMCHV4C8kWMT3